# Tête du Rouget
Tête du Rouget – szczyt w Alpach Delfinackich, części Alp Zachodnich. Leży w południowo-wschodniej Francji w regionie Owernia-Rodan-Alpy, przy granicy z Włochami. Szczyt można zdobyć ze schroniska Refuge du Soreiller (2719 m).
Pierwszego wejścia dokonali E. Boileau de Castelnau i Pierre Gaspard Sr z synem 23 lipca 1877 r.